# Magnesia (Turchia)
Magnesia (in turco Manisa o Manissa; in greco Μαγνησια?, nell'antichità conosciuta come Magnesia al Sipilo, nell'allora Asia Minore, è una città della Turchia occidentale, capoluogo dell'omonima provincia.

## Monumenti e luoghi d'interesse

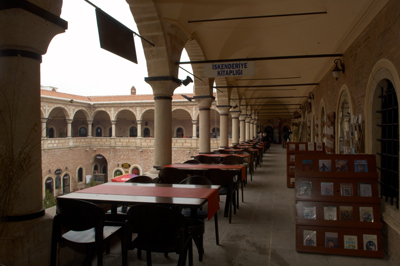
Interno di un caravanserraglio dell'XI secolo, detto Yeni Han (Nuovo Caravanserraglio)

## Geologia
La città sorge in un'area ricca di giacimenti di Magnetite, minerale noto fin dall'antichità per le sue proprietà magnetiche. Già gli antichi Greci, infatti, che la chiamavano "pietra di Magnesia", ne avevano intuito l'utilizzo come rudimentale magnete per bussola. Ancora oggi i termini magnete e magnetismo derivano dal nome di questo minerale che a sua volta deriva da questa località.

## Sport
- Manisaspor Kulübü, società di calcio